# Mosfilotí
Mosfilotí är en ort i Cypern.   Den ligger i distriktet Eparchía Lárnakas, i den östra delen av landet, 25 km söder om huvudstaden Nicosia. Mosfilotí ligger 250 meter över havet och antalet invånare är 1 158. Den ligger på ön Cypern.
Terrängen runt Mosfilotí är platt åt nordväst, men åt sydost är den kuperad. Trakten runt Mosfilotí är ganska tätbefolkad, med 56 invånare per kvadratkilometer. Närmaste större samhälle är Larnaca, 18,3 km öster om Mosfilotí. Trakten runt Mosfilotí är i huvudsak ett öppet busklandskap.